# Blepharella picturata
Blepharella picturata là một loài ruồi trong họ Tachinidae.